# Enneapterygius gruschkai
Enneapterygius gruschkai is een straalvinnige vissensoort uit de familie van drievinslijmvissen (Tripterygiidae). De wetenschappelijke naam van de soort is voor het eerst geldig gepubliceerd in 2005 door Holleman.